# Cal Suís
Cal Suís o Cal Pinyol és una obra de Calafell (Baix Penedès) protegida com a bé cultural d'interès local.

## Descripció
Es tracta d'un edifici de planta trapezoïdal, de dues crugies, amb tres façanes que donen al carrer, constituït per planta baixa i dues plantes pis. La coberta és de doble vessant amb el carener paral·lel a la façana principal. L'aspecte actual de l'immoble és el resultat de les importants obres de reforma realitzades l'any 1998. De l'edifici original es conserven els murs de càrrega i la ubicació d'algunes obertures. Les façanes mostren la fàbrica de pedra irregular a la vista, la qual va ser rejuntada amb morter de ciment pòrtland.
La casa va ser construïda aprofitant la roca natural del turó del castell, la qual va ser retallada a la planta baixa per guanyar espai. El sistema constructiu és de tipus tradicional amb murs de càrrega de maçoneria que reposen sobre la roca natural del turó del castell. Els sostres són unidireccionals fets de biguetes de formigó i revoltó ceràmic.